# Papillaria brotheri
Papillaria brotheri är en bladmossart som beskrevs av Theodor Carl Karl Julius Herzog 1920. Papillaria brotheri ingår i släktet Papillaria och familjen Meteoriaceae. Inga underarter finns listade i Catalogue of Life.